# 埃尔南多·西莱斯县
埃尔南多·西莱斯县（西班牙語：Provincia de Hernando Siles），是玻利維亞的县份，位於該國南部，屬於丘基薩卡省的一部分，县府設於蒙特阿古多，面積5,473平方公里，2001年人口36,511，人口密度每平方公里6.67人。
20°19′59″S 64°04′59″W / 20.333°S 64.083°W